# 도일규
도일규(都日圭, 1940년 11월 30일 ~ )는 대한민국 제32대 육군참모총장을 역임한 군인이다.

## 경력
- 1972년에서 이듬해 1973년까지 베트남 전쟁 참전.
- 한미연합사령부 작전처장.
- 1993년 4월 ~ 1994년 12월 수도방위사령관.
- 1994년 ~ 1996년 제3야전군 사령관.
- 1996년 ~ 1998년 제32대 육군참모총장.
- 1999년 경남대학교 북한대학원 초빙교수.
- 2007년 12월 제17대 대통령직인수위원회 취임준비위 자문위원.
- 한국위기관리연구소 이사장.

## 학력
- 1959년 경기고등학교 (56회)
- 1964년 육군사관학교 (20기)
- 1965년 육군고급부관학교 졸업
- 1966년 육군보병학교 졸업
- 1966년 육군공병학교 졸업
- 1971년 서울대학교 지질학과 학사
- 1974년 육군포병학교 졸업
- 1975년 육군기갑학교 졸업
- 1977년 국방대학교 행정학사 22기

## 상훈
- 1971 인헌무공훈장
- 1980 보국훈장 삼일장
- 1991 보국훈장 천수장
- 1994 보국훈장 국선장
- 1998 미국 육군공로훈장